# Esquadrão N.º 540 da RAF
O Esquadrão N.º 540 da RAF foi um esquadrão britânico de reconhecimento aéreo de longo alcance, mais propriamente foto-reconhecimento, que esteve activo entre 1942 e 1946 e mais tarde de 1947 até 1956. A aeronave mais usada para desempenhar as missões foi o de Havilland Mosquito.
Brevemente desactivada em 1946 e reactivada em 1947, passou a operar aeronaves English Electric Canberra a partir de 1952 até 1956.